# Мортань-о-Перш
Мортань-о-Перш (фр. Mortagne-au-Perche) — коммуна на северо-западе Франции, находится в регионе Нормандия, департамент Орн. Центр одноименных округа и кантона. Расположена в 41 км к востоку от Алансона и в 81 к западу от Шартра, в 3 км от автомагистрали N12, на территории Природного парка Перш.
В Средневековье Мортань-о-Перш был центром нормандского графства Перш.
Население (2018) — 3 801 человек. 

## Достопримечательности
- Ворота Сен-Дени XII-XVIII веков, сохранившаяся часть средневековой крепости
- Церковь Нотр-Дам XVI века в стиле пламенеющей готики
- Музей лошадей породы Першерон
- Готическая rрипта Сент-Андре, уцелевшая часть старинной церкви де Туссен
- Особняк де Туссен XV века, бывшая резиденция декана
- Бывшее аббатство Святого Франциска и Святой Клары

## Экономика
Структура занятости населения:
- сельское хозяйство — 1,2 %
- промышленность — 11,0 %
- строительство — 3,6 %
- торговля, транспорт и сфера услуг — 34,0 %
- государственные и муниципальные службы — 50,3 %

Уровень безработицы (2018) — 19,3 % (Франция в целом —  13,4 %, департамент Орн — 10,4 %). 

Среднегодовой доход на 1 человека, евро (2018) — 19 330 (Франция в целом — 21 730, департамент Орн — 20 140).

## Демография
Динамика численности населения, чел.

## Администрация
Пост мэра Мортань-о-Перша с 2020 года занимает Виржини Вальтье (Virginie Valtier), член Совета департамента Орн от кантона Мортань-о-Перш. На муниципальных выборах 2020 года возглавляемый ею правый список был единственным.
| Период | Период | Фамилия         | Партия                                                   | Примечания                                                                             |
| ------ | ------ | --------------- | -------------------------------------------------------- | -------------------------------------------------------------------------------------- |
| 1971   | 1989   | Робер Танне     |                                                          |                                                                                        |
| 1989   | 2014   | Жан-Клод Ленуар | Союз за французскую демократию Союз за народное движение | член Генерального совета департамента, депутат Национального собрания Франции, сенатор |
| 2014   | 2020   | Жаки Десуш      | Разные правые                                            | бухгалтер                                                                              |
| 2020   |        | Виржини Вальтье | Разные правые                                            | фармацевт, член Совета департамента                                                    |

## Фестивали
В Мортань-о-Перше ежегодно в марте проходит конкурс-фестиваль по приготовлению кровяных колбас.

## Искусство
В городе длительное время жили и работали известные французские мастера современного искусства — художник Альфред Манесье и скульптор Этьенн Мартен.

## Города-побратимы
- Витмаршен, Германия
- Бушервиль, Канада
- Мопти, Мали

## Известные уроженцы
- Жозеф де Пюизе (1754-1827), политический деятель, роялист
- Жюль-Клеман Шаплен (1839—1909), скульптор, один из лучших медальеров Франции
- Эмиль Шартье (1868-1951), философ, эссеист, критик
- Мари Глори (1905-2009), актриса

## Галерея

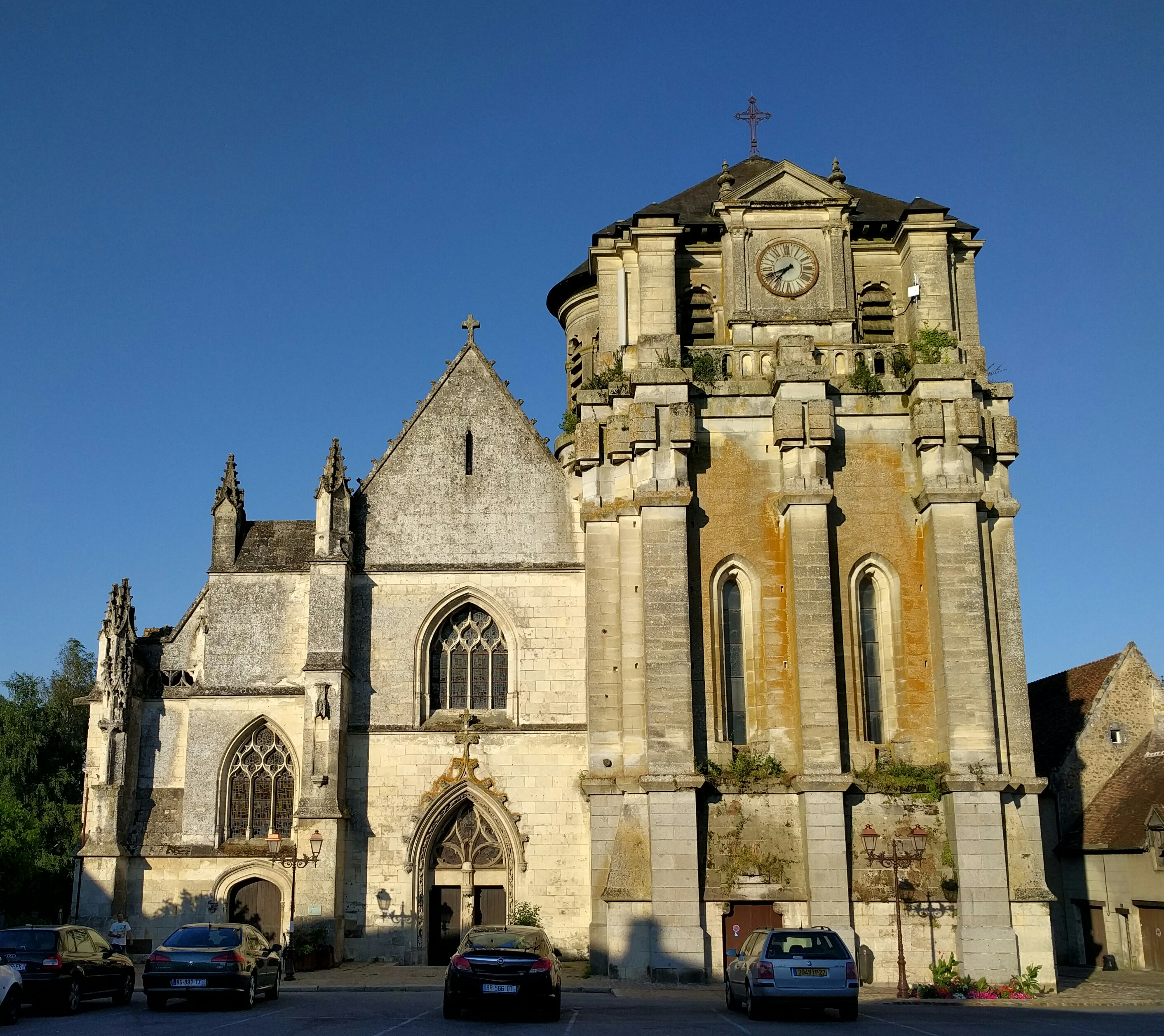
Церковь Нотр-Дам
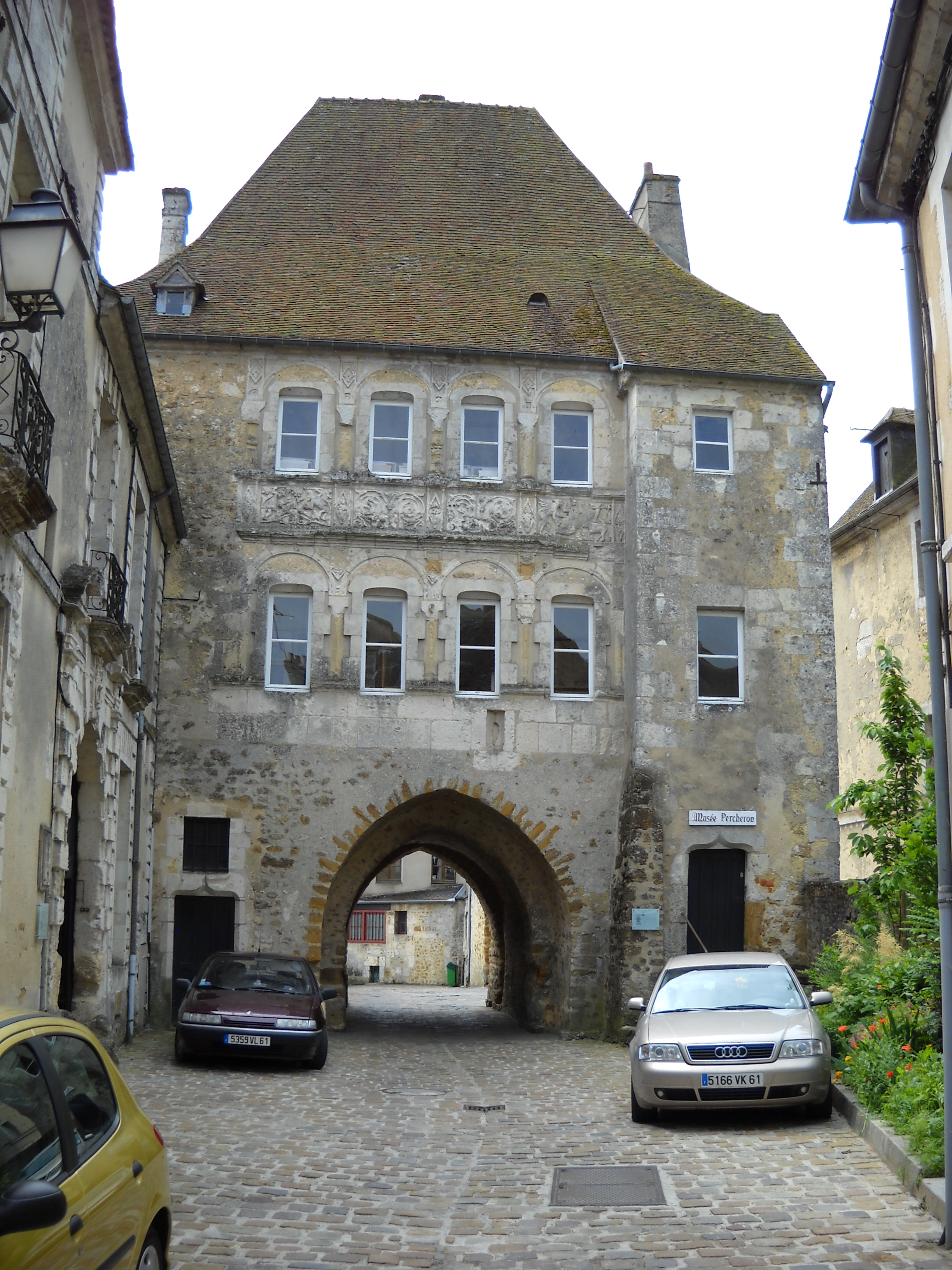
Ворота Сен-Дени
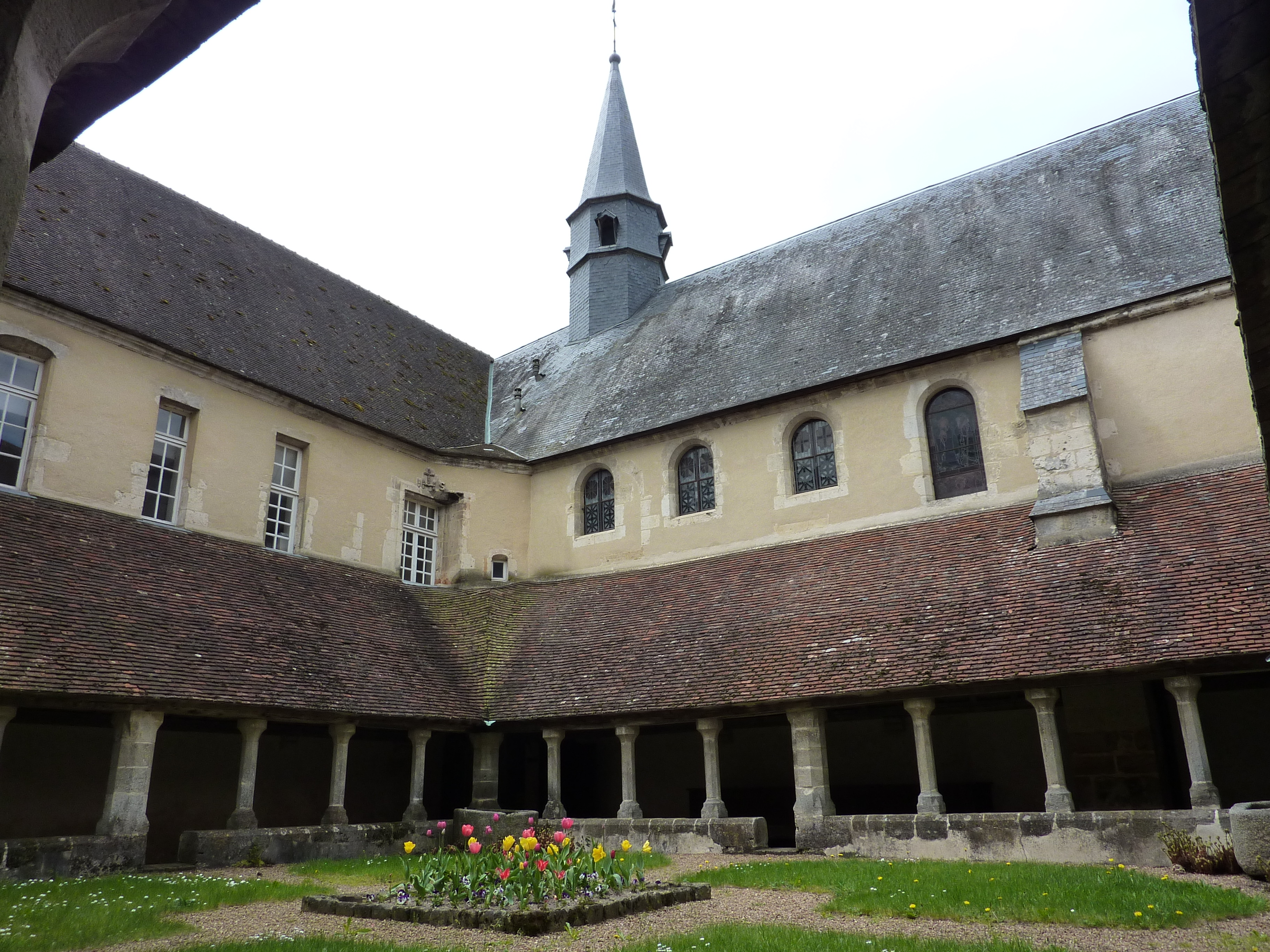
Клуатр бывшего аббатства
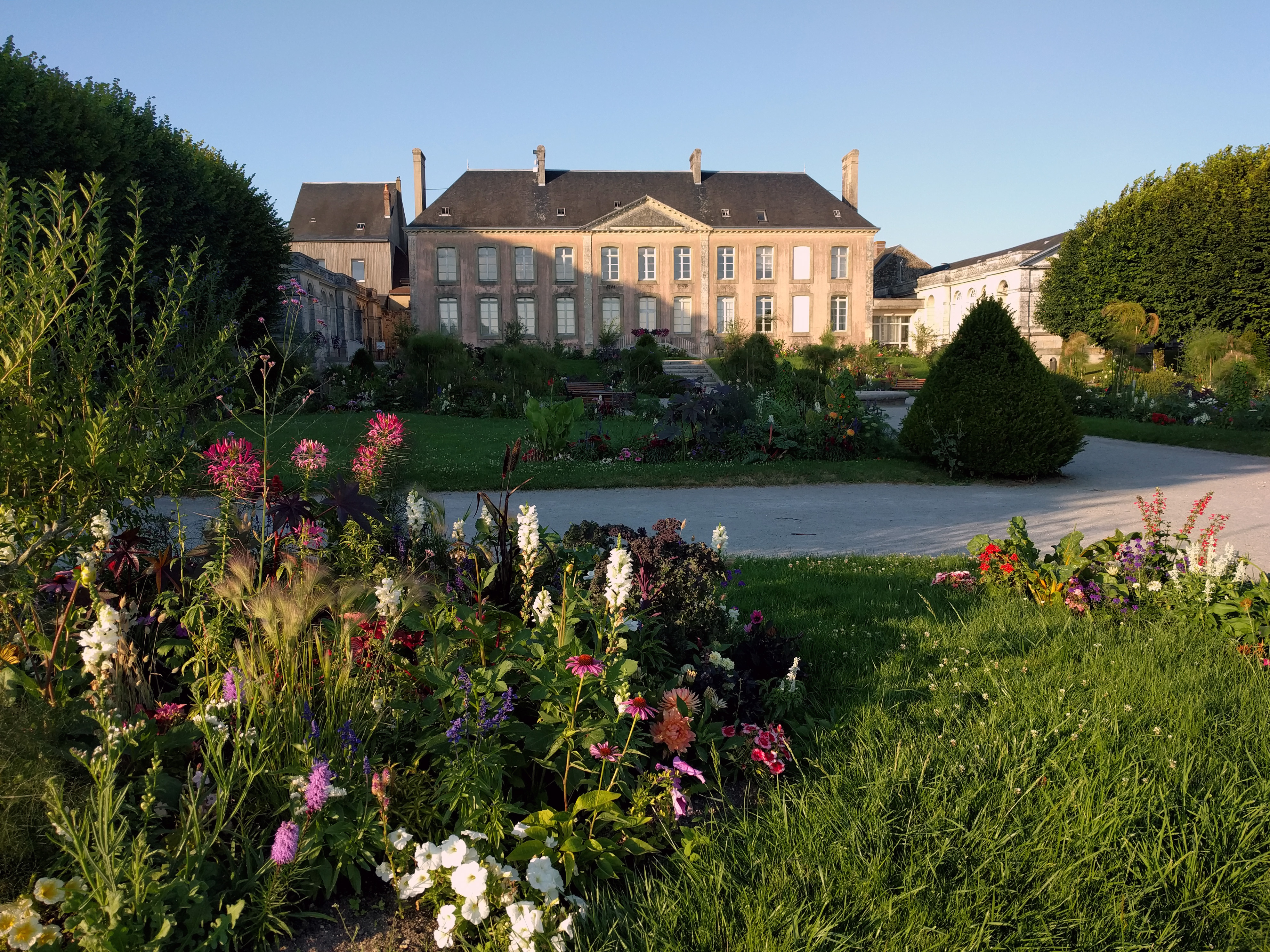
Городской сад